# フローラルノート
フローラルノート（英: Floral note）は、花の香り、花香調の総称である。香調の範囲は広く、柑橘系の香りのシトラスノートと並び、フレグランスの香りの基本となる。女性向けのフレグランスや香粧品には、フローラルノートを基調としたものが多い。

## 概要
ジャスミン、ローズ、ミュゲ、ライラック、ナルシサスなど単一の香りのものを「シングルフローラル」、これら複数を調合したり、ウッディ、フルーティ、シトラスなどの香調を加えたものを「フローラルブーケ」と呼ぶ。脂肪族アルデヒドを加えた「フローラルアルデヒド」は、人の体臭を思わせるセクシーな脂肪臭をもつ。香水ではシャネルNo.5やアルページュなどが知られている。草を思わせるグリーン調の香りを加えたものを「フローラルグリーン」と呼び、シャネルNo.19やフィジー、ポロなどがこれに当たる。ビャクダンやムスクなど、欧米人にとって東洋的な印象をもたらすオリエンタル調の香りを持たせたものは「フロリエンタル (英: Floriental note)」と呼ばれ、1985年にクリスチャン・ディオールから発売されたプワゾンなどが代表的である。